# Gare d’Ermont - Eaubonne
Gare d’Ermont - Eaubonne vasútállomás és RER állomás Franciaországban, Ermont településen.

## Vasútvonalak
Az állomást az alábbi vasútvonalak érintik:
- Saint-Denis–Dieppe-vasútvonal
- Ermont-Eaubonne-Champ-de-Mars-vasútvonal
- Párizs St-Lazare–Ermont-Eaubonne-vasútvonal
- Ermont-Eaubonne-Valmondois-vasútvonal

## Kapcsolódó állomások
A vasútállomáshoz az alábbi állomások vannak a legközelebb:
- Gare de Cernay (Gare de Pontoise, Saint-Denis–Dieppe-vasútvonal, RER C, Transilien H)
- Gare du Champ de courses d'Enghien (Paris Gare du Nord, Transilien H)
- Gare de Sannois (Paris Gare Saint-Lazare, Transilien J vonal)
- Gare de Saint-Gratien (Gare de Massy - Palaiseau, RER C)
- Gare d’Ermont-Halte (Gare de Persan - Beaumont, Transilien H)

## Lásd még
- Franciaország vasútállomásainak listája
- A RER állomásainak listája